# ФК «Рубин» в сезоне 2010
История ФК «Рубин» в 2010 году:

## Кубок чемпионов Содружества
На соревновании «Рубин» был представлен дублирующим составом. Молодым футболистам удалось завоевать Кубок Содружества, обыграв по ходу турнира киргизский «Дордой-Динамо», белорусский «Днепр», финский ХИК, туркменский МТТУ и казахский Актобе. Лучшими бомбардирами команды стали Игорь Портнягин и Александр Яркин (3 гола).

## Лига Европы
Заняв 3-е место в групповом этапе Лиги чемпионов, «Рубин» прошёл в 1/16 финала Лиги Европы. В 1/16 финала соперником «Рубина» был «Хапоэль». Первый матч 18 февраля «Рубин» провёл дома, где одержал крупную победу 3:0, ответный матч состоялся 25 февраля в Тель-Авиве, «Рубин» добился нулевой ничьей.
В 1/8 финала команда встретилась с «Вольфсбургом», победившим в ответном матче «Вильярреал». В первом матче «Рубин» на своем поле сыграл вничью 1:1, гол забил Кристиан Нобоа. В ответном матче 1/8 финала «Рубин» проиграл «Вольфсбургу» со счётом 1:2 в дополнительное время и выбыл из Лиги Европы.

## Суперкубок России
В матче на Суперкубок России, который прошёл 7 марта на стадионе «Лужники», «Рубин» обыграл ЦСКА со счетом 1:0, и впервые стал обладателем этого трофея. Гол забил Александр Бухаров. В этом матче дебютировал в новом клубе Текке, вышедший на замену Бухарова.

## Чемпионат России
В первом туре казанцы на своем поле вырвали победу у «Локомотива» на последних минутах со счетом 2:0. Первый гол забил на 87-й минуте вышедший на замену Горбанец, а второй гол на 90-й минуте забил Бухаров после паса Текке. В этом матче состоялось два дебюта: Хорди играл с первых минут, а Натхо вышел на замену Текке.
Во 2-м туре Томь принимала казанский клуб на своём поле. Игра завершилась со счётом 0:1 в пользу Рубина. Единственный гол был забит на 76-й минуте благодаря удару головой Бухарова. Голевой передачей отметился Ансальди. В этом матче судья Николай Иванов показал 14 жёлтых карточек, 3 из которых превратились в красные. К концу матча томичи оказались вдевятером, а казанцы — вдесятером.
В 3-м, 4-м и 5-м турах чемпион сыграл вничью С Тереком (0:0), Сатурном (0:0) и Спартаком из Нальчика (1:1) соответственно.
В 6-м туре Рубин обыграл в гостях пермский Амкар со счетом 1:0. Свой первый гол в новой команде забил Натхо.
В 7-м туре команда на своем поле сыграла вничью с Анжи. Причинами такого продолжительного спада в домашних играх эксперты называют кадровые потери (не могут полностью оправиться от травм Шаронов, Семак, Рязанцев и Быстров) и плохое качество газона на стадионе «Центральный».
В 8-м туре «Рубин» на выезде сыграл вничью с «Аланией» (1:1).
В 9-м туре команда дома выиграла «Сибирь» со счетом 1:0. Гол забил Нобоа. Впервые за долгое время на поле вышел Семак.
В 10-м туре казанцы одержали победу на классе над «Ростовом». Счёт 0:2. Голами отметились Семак и Бухаров.
В 11-м туре «Рубин» дома уступил ЦСКА со счетом 0:1, тем самым прервав свою беспроигрышную серию в Премьер Лиге, длившуюся 222 дня. В последний раз казанцы проиграли в Чемпионате России московскому Локомотиву 4 октября 2009 года.
На перерыв команда ушла на третьем месте, уступая Зениту и ЦСКА.
Во время Чемпионата мира по футболу «Рубин», ожидая пополнения из-за рубежа, достиг договоренности о переходе в Зенит своего ведущего форварда Бухарова. Предполагалось, что все необходимые документы по этому переходу будут оформлены в течение июня-июля 2010 года.

В 12-м туре «Рубин» разгромил Крылья Советов из Самары со счетом 3:0. Голы на счету Касаева, Бухарова и вышедшего всего во второй раз на поле в официальном матче в этом году Рязанцева, реализовавшего пенальти за нарушение на самом себе.
Незадолго до 12 тура появилась информация о переходе в «Рубин» нападающего Обафеми Мартинса из немецкого Вольфсбурга. Обафеми сможет сыграть свой первый матч за новую команду только после начала трансферного «окна», то есть 1 августа 2010 г.
В 13-м туре «Рубин» встречался с московским Спартаком. Уже на 3-й минуте Нобоа сделал счет 1:0 в пользу «Рубина». «Соавтором» его гола можно назвать спартаковского вратаря Джанаева, в который раз допустившего «фирменный» ляп. В дальнейшем счет не изменился, и Рыжиков записал на свой счет очередной «сухарь». Этот матч за «Рубин» стал последним для нападающего Бухарова, который 19 июля 2010 г. перешёл в Зенит.
В 14-м туре «Рубин» принимал московское «Динамо». Матч закончился со счетом 2:0. Оба мяча были забиты во втором тайме. Автором дубля стал Алан Касаев.
В 15-м туре прошёл во многом решающий матч с Зенитом. Матч закончился поражением со счетом 2:0. Этот результат увеличил отставание Рубина от Зенита, идущего на первом месте, до 10 очков, и, по большому счету, решил вопрос о том, кто будет чемпионом России в 2010 году. Также в этом матче состоялся дебют новичка команды Обафеми Мартинса, который на 60-й минуте заменил Петра Быстрова.
Перед 16-м туром стало известно о переходе Сергея Семака в «Зенит».
В 16-м туре команда дома победила «Томь» со счетом 2-1. Голы забили Рязанцев и Орехов.
Перед 17-м туром в команду перешёл капитан ФК «Сибирь» Алексей Медведев
В 17-м туре «Рубин» сыграл вничью с «Тереком» в гостях — 1:1. Гол забил Нобоа.
В 18-м туре команда дома обыграла подмосковный Сатурн со счетом 2:0. Нобоа забил с пенальти, а также первый гол за новый клуб забил Медведев.
В 19-м туре команда сыграла вничью со «Спартаком» из Нальчика. Единственный гол забил Алан Касаев.

### Летняя трансферная кампания
Летом из команды ушли лидеры Сергей Семак и Александр Бухаров; Фатих Текке, который провел в команде всего полгода, а также Хасан Кабзе. На их место клуб приобрел Обафеми Мартинса, Карлоса Эдуардо, Сальваторе Бокетти, Алексея Медведева, Сергея Корниленко (аренда), Олега Кузьмина, Гедрюса Арлаускиса. По сумме летних трансферов «Рубин» вошёл в первую пятерку европейских клубов.
После перерыва, 12 сентября 2010 года, в 20-м туре, «Рубин» с разгромным счетом обыграл пермский «Амкар», дублем в составе казанцев отметился новичок Карлос Эдуардо, вышедший в стартовом составе. Также неплохой старт удался Корниленко, арендованному у «Зенита» до конца сезона, и Сальваторе Боккетти, подписавшему контракт с клубом сроком на 3,5 года.
В 21-м туре «Рубин» с минимальным счётом 1:0 в гостях обыграл «Анжи». Единственный гол на 90-й минуте забил Карадениз.
В 22-м туре «Рубин» обыграл на своём поле «Аланию» со счётом 1:0. Первым голом за команду отметился новичок казанцев — защитник Боккетти.
23 тур: гостевая ничья с «Сибирью» — 2:2. Голы забили Нобоа и Боккетти.
В 24 туре на своем поле одержали победу над «Ростовом» со счетом 2:1. Голы забили Натхо и Мартинс.
В 25-м туре «Рубин» сыграл вничью с ЦСКА в Москве.
В 26-м туре в гостевом матче с Крыльями Советов команда одержала победу со счетом 2:0 после дубля Корниленко.
В последующих турах команда сыграла четыре матча вничью с московским Спартаком, Динамо, Зенитом и Локомотивом.
«Рубин» занял 3-е место по итогу сезона.

## Лига Чемпионов
На правах чемпиона страны «Рубин» попал напрямую в групповой этап Лиги Чемпионов. В результате жеребьёвки, прошедшей 26 августа, были определены соперники: испанская «Барселона», с которой команда встречалась в прошлом году, греческий «Панатинаикос» и датский «Копенгаген».
На матчи еврокубков Рубин заявил 22 игрока. Вратари: Сергей Рыжиков, Гедрюс Арлаускис. Защитники: Олег Кузьмин, Кристиан Ансалди, Сесар Навас, Лаша Салуквадзе, Виталий Калешин, Александр Орехов, Сальватор Боккетти. Полузащитники: Пётр Быстров, Макбет Сибайя, Александр Рязанцев, Алан Касаев, Рафал Муравски, Кристиан Нобоа, Евгений Баляйкин, Гёкдениз Карадениз, Бибрас Натхо, Карлос Эдуардо. Нападающие: Алексей Медведев, Обафеми Мартинс, Сергей Корниленко.
В первом туре Рубин проиграл «Копенгагену» со счётом 0:1.
Казанский «Рубин» на своем поле в рамках второго тура группового этапа Лиги чемпионов сыграл вничью с «Барселоной» (1:1). Оба мяча были забиты с пенальти — в первом тайме отличился игрок «Рубина» Кристиан Нобоа, а во втором — Давид Вилья из «Барселоны».
В третьем и четвёртом турах были нулевые ничьи с «Панатинаикосом».
В пятом туре «Рубин» одержал первую победу в этом розыгрыше ЛЧ, одолев на своем поле «Копенгаген» со счётом 1:0. Единственный гол забил Нобоа с пенальти.
В шестом туре команда проиграла на выезде «Барселоне» со счетом 0:2.
«Рубин» занял третье место в группе и перешёл из Лиги Чемпионов в плей-офф Лиги Европы.

## Все матчи сезона
| №  | Дата             | Матч                | Счёт | Соревнование      | Этап           |
| 1  | 16 января 2010   | Металлург           | 0-1  | Кубок Содружества | Групповой этап |
| 2  | 17 января 2010   | Дордой-Динамо       | 2-0  | Кубок Содружества | Групповой этап |
| 3  | 19 января 2010   | Днепр               | 2-1  | Кубок Содружества | Групповой этап |
| 4  | 20 января 2010   | ХИК                 | 2-1  | Кубок Содружества | 1/4 финала     |
| 5  | 22 января 2010   | МТТУ                | 4-0  | Кубок Содружества | 1/2 финала     |
| 6  | 24 января 2010   | Актобе              | 5-2  | Кубок Содружества | Финал          |
| 7  | 18 февраля 2010  | Хапоэль (Тель-Авив) | 3-0  | Лига Европы УЕФА  | 1/16 финала    |
| 8  | 25 февраля 2010  | Хапоэль (Тель-Авив) | 0-0  | Лига Европы УЕФА  | 1/16 финала    |
| 9  | 7 марта 2010     | ЦСКА (Москва)       | 1-0  | Суперкубок России | финал          |
| 10 | 11 марта 2010    | Вольфсбург          | 1-1  | Лига Европы УЕФА  | 1/8 финала     |
| 11 | 14 марта 2010    | Локомотив (Москва)  | 2-0  | Чемпионат России  | 1-й тур        |
| 12 | 18 марта 2010    | Вольфсбург          | 1-2  | Лига Европы УЕФА  | 1/8 финала     |
| 13 | 22 марта 2010    | Томь                | 1-0  | Чемпионат России  | 2-й тур        |
| 14 | 28 марта 2010    | Терек               | 0-0  | Чемпионат России  | 3-й тур        |
| 15 | 4 апреля 2010    | Сатурн              | 0-0  | Чемпионат России  | 4-й тур        |
| 16 | 12 апреля 2010   | Спартак-Нальчик     | 1-1  | Чемпионат России  | 5-й тур        |
| 17 | 17 апреля 2010   | Амкар               | 1-0  | Чемпионат России  | 6-й тур        |
| 18 | 25 апреля 2010   | Анжи                | 0-0  | Чемпионат России  | 7-й тур        |
| 19 | 2 мая 2010       | Алания              | 1-1  | Чемпионат России  | 8-й тур        |
| 20 | 6 мая 2010       | Сибирь              | 1-0  | Чемпионат России  | 9-й тур        |
| 21 | 10 мая 2010      | Ростов              | 2-0  | Чемпионат России  | 10-й тур       |
| 22 | 14 мая 2010      | ЦСКА                | 0-1  | Чемпионат России  | 11-й тур       |
| 23 | 9 июля 2010      | Крылья Советов      | 3-0  | Чемпионат России  | 12-й тур       |
| 24 | 13 июля 2010     | Волгарь-Газпром     | 0-1  | Кубок России      | 1/16 финала    |
| 25 | 17 июля 2010     | Спартак (Москва)    | 1-0  | Чемпионат России  | 13-й тур       |
| 26 | 24 июля 2010     | Динамо (Москва)     | 2-0  | Чемпионат России  | 14-й тур       |
| 27 | 31 июля 2010     | Зенит               | 0-2  | Чемпионат России  | 15-й тур       |
| 28 | 8 августа 2010   | Томь                | 2-1  | Чемпионат России  | 16-й тур       |
| 29 | 15 августа 2010  | Терек               | 1-1  | Чемпионат России  | 17-й тур       |
| 30 | 22 августа 2010  | Сатурн              | 2-0  | Чемпионат России  | 18-й тур       |
| 31 | 28 августа 2010  | Спартак (Нальчик)   | 1-1  | Чемпионат России  | 19-й тур       |
| 32 | 12 сентября 2010 | Амкар               | 3-0  | Чемпионат России  | 20-й тур       |
| 33 | 14 сентября 2010 | Копенгаген          | 0-1  | Лига Чемпионов    | Групповой этап |
| 34 | 19 сентября 2010 | Анжи                | 1-0  | Чемпионат России  | 21-й тур       |
| 35 | 25 сентября 2010 | Алания              | 1-0  | Чемпионат России  | 22-й тур       |
| 36 | 29 сентября 2010 | Барселона           | 1-1  | Лига Чемпионов    | Групповой этап |
| 37 | 3 октября 2010   | Сибирь              | 2-2  | Чемпионат России  | 23-й тур       |
| 38 | 16 октября 2010  | Ростов              | 2-1  | Чемпионат России  | 24-й тур       |
| 39 | 20 октября 2010  | Панатинаикос        | 0-0  | Лига Чемпионов    | Групповой этап |
| 40 | 24 октября 2010  | ЦСКА                | 0-0  | Чемпионат России  | 25-й тур       |
| 41 | 29 октября 2010  | Крылья Советов      | 2-0  | Чемпионат России  | 26-й тур       |
| 42 | 2 ноября 2010    | Панатинаикос        | 0-0  | Лига Чемпионов    | Групповой этап |
| 43 | 8 ноября 2010    | Спартак М           | 1-1  | Чемпионат России  | 27-й тур       |
| 44 | 13 ноября 2010   | Динамо              | 2-2  | Чемпионат России  | 28-й тур       |
| 45 | 20 ноября 2010   | Зенит               | 2-2  | Чемпионат России  | 29-й тур       |
| 46 | 24 ноября 2010   | Копенгаген          | 1-0  | Лига Чемпионов    | Групповой этап |
| 47 | 28 ноября 2010   | Локомотив           | 0-0  | Чемпионат России  | 30-й тур       |
| 48 | 7 декабря 2010   | Барселона           | 0-2  | Лига Чемпионов    | Групповой этап |

Итого: 48 матчей. 25 побед, 17 ничьих, 6 поражений.

## Бронзовые призёры в составе Рубина в 2010 году
Рыжиков,
Арлаускис,
Чебану,
Ансальди,
Кузьмин,
Бокетти,
Хорди,
Галиулин,
Навас,
Салуквадзе,
Калешин,
Орехов,
Квирквелия,
Шаронов,
Быстров,
Сибайя,
Натхо,
Рязанцев,
Махмутов,
Галиулин,
Нобоа,
Баляйкин,
Горбанец,
Муравский,
Карлос Эдуардо,
Карадениз,
Касаев,
Бухаров,
Портнягин
Текке,
Корниленко,
Медведев,
Антонюк,
Кабзе,
Мартинс